# Dagmar Kolesárová
Dagmar Kolesárová (Revúca, dicembre 1990) è una modella slovacca; nata nel 1990 è stata cecoslovacca fino al 31 dicembre 1992.
È stata eletta Miss Slovacchia 2011 a Bratislava il 5 marzo 2011, dove è risultata la vincitrice fra le tredici concorrenti del concorso di bellezza, e dova ha ottenuto anche la fascia di Miss Diva Award
Vincendo il concorso, la modella ha ottenuto la possibilità di rappresentare la Slovacchia a Miss Universo 2011, che si è tenuto a São Paulo, in Brasile il 12 settembre 2011.